# Чва I
Чва I — сын первого кабака Буганды Като Кинту. После смерти отца взошёл на престол и построил свою столицу на холме Биго. В конце жизни отрёкся от правления и поселился в Бага, в современном округе Магонга. Есть легенда, что он пропал без вести в Давуле. Был единственный законный сын — Омулангира (Калемира), а также внебрачный — Кимера, родившиеся в Буньоро, откуда его выгнал отец.